# Фаулер, Мэри
Мэ́ри Бо́йо Фа́улер (англ. Mary Boio Fowler; род. 14 февраля 2003, Кэрнс, Квинсленд) — австралийская футболистка, нападающий клуба «Манчестер Сити» и сборной Австралии. Участница чемпионата мира 2019 и летних Олимпийских игр 2020.

## Клубная карьера
Уроженка Кэрнса, штат Квинсленд. Занималась футболом в школах ФК «Сейнтс» и ФК «Лейхардт». Выступала за «Бэнкстаун Сити» в женской Национальной Премьер-лиге Нового Южного Уэльса сезона 2018/19, в котором забила 3 гола в 9 матчах.
27 сентября 2019 года в возрасте 16 лет перешла из «Бэнкстаун Сити» (вместе со своей сестрой Сиарой) в клуб W-лиги «Аделаида Юнайтед» перед началом сезона 2019/20. 14 ноября 2019 года дебютировала за «Аделаида Юнайтед» в матче первого тура чемпионата W-лиги против «Вестерн Сидней Уондерерс» (1:2), отметившись и первом голом за команду, открыв счёт в игре 39-й минуте ударом с пенальти. Всего в сезоне 2019/20 в составе «Аделаида Юнайтед» забила 3 гола в 7 матчах чемпионата W-лиги.
В зимнее трансферное окно покинула Австралию и 17 февраля 2020 года в возрасте 17-ти лет подписала контракт с французским клубом Дивизиона 1 «Монпелье». 23 февраля 2020 года дебютировала за «Монпелье» в матче Дивизиона 1 против «Лиона» (0:5), выйдя на змену Инес Беллуму на 59-й минуте. Эта игра стала единственной для неё в сезоне 2019/20, который 13 марта 2020 года был приостановлен и не был доигран из-за распространения пандемии COVID-19 во Франции, а «Монпелье» занял итоговое 4-е место в чемпионате.
3 октября 2020 года в матче против «Парижа» (2:1) забила свой первый гол за «Монпелье», сравняв счёт на 79-й минуте. Всего в сезоне 2020/21 забила 5 голов в 21 матче Дивизиона 1, а «Монпелье» занял 7-е место.

## Карьера в сборной
19 июля 2018 года главный тренер сборной Австралии Ален Стайчич впервые вызвал 15-ти летнюю Фаулер, включив в заявку команды для участия в матчах Турнира наций 2018 года. 26 июля 2018 года дебютировала в сборной Австралии в матче Турнира наций против сборной Бразилии, выйдя на замену Сэм Керр на 93-й минуте. На момент дебюта ей было 15 лет и 162 дня и она стала 5-м самым молодым игроком в истории женской сборной Австралии (рекорд принадлежит Шэрон Восс, которая дебютировала в 1981 году против Новой Зеландии в возрасте 14 лет и 240 дней).
14 мая 2019 года была включена в официальную заявку сборной Австралии главным тренером Анте Миличичем для участия в матчах чемпионата мира 2019 года во Франции, где команда попала в группу C вместе со сборными Бразилии, Италии и Ямайки. В возрасте 16 лет являлась самой юной футболисткой в заявках команд на чемпионате мира 2019. На турнире не сыграла ни в одном из четырёх поединков сборной Австралии, которая уступила в 1/16 финала Норвегии (1:1, пен. 1:4).
С октября по ноябрь 2019 года принимала участие в чемпионате Азии по футболу (девушки до 19 лет). На этом турнире забила 4 гола, став лучшим бомбардиром в своей команде, включая дубль в ворота Таиланда и единственный победный мяч Вьетнаму на групповом этапе. Также отметилась и единственным голом Австралии в матче за третье место, который австралийки проиграли сверстницам из Южной Кореи (1:9).
По прошествии чемпионата мира 2019 года не привлекалась в стан национальной сборной до апреля 2021 года, когда при новом тренере Тони Густавссоне сыграла свои 5-й и 6-й матчи в товарищеских играх против сборных Германии (2:5) и Нидерландов (0:5). Свой первый гол за сборную забила 10 июня 2021 года в товарищеском матче против сборной Дании (2:3), отличившись на 87-й минуте игры.
1 июля 2021 года была включена в официальную заявку сборной Австралии для участия в матчах футбольного турнира летних Олимпийских игр 2020 года в Токио, где команда попала в группу G вместе со сборными США, Швеции и Новой Зеландии.

## Личная жизнь
Её отец Кевин — ирландец, а мать Нидо из Папуа—Новая Гвинея. Когда её мать была беременна Мэри на седьмом месяце, семья в 2003 году переехала в город Кэрнс. Мэри — третий ребёнок из пяти детей: у неё есть два брата Киви и Шеймус, и две сестры Сиара и Луиза. Киви и Сиара (родились в Дублине) выступали за юношеские сборные Ирландии до 17 и до 19 лет. Вместе с Сиарой, Луизой и Шеймусом играла в «Бэнкстаун Сити», а Сиарой — в «Аделаида Юнайтед».

## Статистика выступлений
| Выступление      | Выступление      | Выступление      | Лига | Лига | Кубок | Кубок | Суперкубок | Суперкубок | Еврокубки | Еврокубки | Итого | Итого |
| Клуб             | Лига             | Сезон            | Игры | Голы | Игры  | Голы  | Игры       | Голы       | Игры      | Голы      | Игры  | Голы  |
| ---------------- | ---------------- | ---------------- | ---- | ---- | ----- | ----- | ---------- | ---------- | --------- | --------- | ----- | ----- |
| Аделаида Юнайтед | W-лига           | 2019/20          | 7    | 3    | 0     | 0     | 0          | 0          | —         | —         | 7     | 3     |
| Аделаида Юнайтед | Итого            | Итого            | 7    | 3    | 0     | 0     | 0          | 0          | —         | —         | 7     | 3     |
| Монпелье         | Дивизион 1       | 2019/20          | 1    | 0    | 0     | 0     | 0          | 0          | —         | —         | 1     | 0     |
| Монпелье         | Дивизион 1       | 2020/21          | 22   | 5    | 1     | 0     | 0          | 0          | —         | —         | 23    | 5     |
| Монпелье         | Дивизион 1       | 2021/22          | 1    | 0    | 0     | 0     | 0          | 0          | —         | —         | 1     | 0     |
| Монпелье         | Итого            | Итого            | 24   | 5    | 1     | 0     | 0          | 0          | —         | —         | 25    | 5     |
| Всего за карьеру | Всего за карьеру | Всего за карьеру | 31   | 8    | 1     | 0     | 0          | 0          | —         | —         | 32    | 8     |

### Голы за сборную
| № | Дата             | Стадион                              | Оппонент       | Счёт | Результат | Соревнование            | Прим.  |
| - | ---------------- | ------------------------------------ | -------------- | ---- | --------- | ----------------------- | ------ |
| 1 | 10 июня 2021     | «КАСА Арена Хорсенс», Хорсенс, Дания | Дания          | 1:2  | 2:3       | Товарищеский матч       | [ 15 ] |
| 2 | 30 июля 2021     | «Касима», Касима, Япония             | Великобритания | 3:2  | 4:3       | Финальные матчи ОИ-2020 |        |
| 3 | 21 сентября 2021 | «Талла», Дублин, Ирландия            | Ирландия       | 1:1  | 2:3       | Товарищеский матч       |        |
| 4 | 21 сентября 2021 | «Талла», Дублин, Ирландия            | Ирландия       | 2:2  | 2:3       | Товарищеский матч       |        |